# Relations entre le Nouveau-Brunswick et le Québec
Cet article traite des relations entre le Nouveau-Brunswick et le Québec. Ces deux états fédérés, provinces du Canada, partagent une frontière et une histoire depuis le XVIIe siècle.
Les territoires du Nouveau-Brunswick et du Québec sont centraux dans la colonisation française des Amériques. À cette époque, ils correspondent respectivement aux colonies de l'Acadie et du Canada. Après la conquête de la Nouvelle-France, le Nouveau-Brunswick et le Québec deviennent provinces britanniques. En 1867, la Confédération canadienne permet leur union aux côtés de l'Ontario et de la Nouvelle-Écosse pour former le Dominion du Canada.

## Politique
En 1887, le premier ministre québécois Honoré Mercier reçoit ses homologues des autres provinces canadiennes, dont le néo-brunswickois Andrew George Blair. Ils adoptent les « 24 résolutions » qui défendent l'autonomie provinciale vis-à-vis le gouvernement fédéral. 
En 1980, le gouvernement du Québec crée le Bureau du Québec à Moncton. Cette représentation diplomatique relève du Secrétariat du Québec aux relations canadiennes et couvre, au-delà du Nouveau-Brunswick, l'ensemble des Provinces atlantiques.
Le 15 juin 1990, le Nouveau-Brunswick adopte l'Accord du lac Meech, entente ayant pour but d'amender la Constitution canadienne afin qu'elle réponde aux besoins du Québec et que soit parachevé le rapatriement de la Constitution de 1982. L'Accord sera toutefois rejeté par d'autres provinces. En 1992, l'Accord de Charlottetown reçoit 61,8% d'appuis au Nouveau-Brunswick tandis qu'il est désavoué au Québec avec 43,3%.
En 2004, une entente est signée entre l'Assemblée nationale du Québec et l'Assemblée législative du Nouveau-Brunswick. Cette collaboration crée l'Association parlementaire Nouveau-Brunswick-Québec (APNBQ), réunissant des députés des deux législatures une fois par an.
En 2020, des échanges ont lieu entre la Société de l'Acadie du Nouveau-Brunswick (SANB) et le Bloc québécois pour la défense de la langue française sur la scène politique fédérale. En 2021, une invitation de la SANB au chef du Bloc québécois à visiter le Nouveau-Brunswick est abandonnée en raison d'un « malaise » de certains membres vis-à-vis le souverainisme québécois défendu par ce parti,. Le chef bloquiste effectuera finalement une visite en 2023.

## Francophonie
En 1969, les deux gouvernements signent un premier accord de coopération en matière de francophonie.
Le Nouveau-Brunswick et le Québec, avec la Communauté française de Belgique, sont les trois membres de l'Organisation internationale de la francophonie n'étant pas des pays souverains. Le Québec obtient ce statut en 1970. Au lendemain de la victoire du Parti québécois (souverainiste) aux élections de 1976, l'attribution du même statut au Nouveau-Brunswick est perçu par ce parti comme une manigance politique du gouvernement fédéral de Pierre Trudeau pour le priver de sa voix unique.

## Culture et sport
- Rendez-vous Acadie-Québec : conférence d’affaires biennale créée en 2005 et organisée par le Conseil économique du Nouveau-Brunswick et la Fédération des chambres de commerce du Québec[11].
- En 2023, la Ligue de hockey junior majeur du Québec est renommée « Ligue de hockey junior Maritimes Québec » pour mieux inclure symboliquement les clubs des Provinces atlantiques, dont 3 sont au Nouveau-Brunswick[12].